# Lorenz Eiszepf
Lorenz Eiszepf (* etwa 1560 in Freising; † 17. März 1601) war ein deutscher Bischof und Weihbischof in Eichstätt.
1584 wurde Eiszepf zum Priester für das Bistum Eichstätt geweiht. Am 22. Januar 1590 wurde er zum Weihbischof in Eichstätt und Titularbischof von Philadelphia in Arabia ernannt. Am 1. April 1590 weihte ihn Martin von Schaumberg, Bischof von Eichstätt, mit Assistenz von Johann Baptist Pichlmair, Weihbischof in Regensburg, zum Bischof. Er weihte die beiden Bischöfe von Eichstätt Kaspar von Seckendorff und Johann Konrad von Gemmingen und assistierte bei der Weihe von Neytard von Thüngen und Heinrich von Knöringen.